# آمال السماوي
امال السماوي، ممثلة ومقدمة برامج تلفزية وصحفية تونسية.

## المسيرة الإعلامية
بدأت امال السماوي مسيرتها الإعلامية على شاشة التلفزيون سنة 1999، في برنامج شمس عليك على قناة الأفق، حيث كانت منشطة إلى جانب عدد من المنشطين ومنهم نجيب بلقاضي. عملت كمذيعة في إذاعة موزاييك أف أم، و قد غادرتها لتشارك في تنشيط برامج 24 ساعة على قناة تي في 5 موند إلى جانب فريديريك ميتران و ذلك قبل أن تعود إلى تونس وتنتج برنامج مبعوث خاص مغاربي على قناة نسمة.
و قد قامت بتنشيط برنامج (واشي وي كان) في عام 2009 ثم أصبحت مديرة برمجة في إذاعة شمس أف أم سنة 2010. في عام 2013، تولت إدارة برامج القناة الخاصة تلفزة تي في وقد قدمت مسابقة كول جينا للطبخ.
ظهرت امال السماوي بشكل ملحوظ في أحدث فيلم وثائقي لـ مايكل مور بعنوان «أين الغزو القادم» في عام 2016، وتقدم برنامج «ما الجديد» على قناة تلفزيون التاسعة.
وهي أيضا مراسلة للقناة الفرنسية بي أف أم في تونس.   